# Bãi Ngự Bình

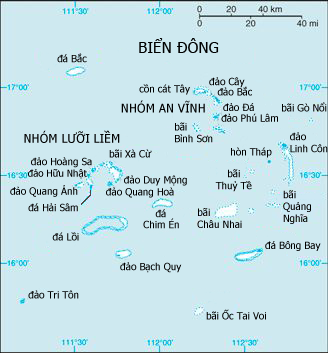
Quần đảo Hoàng Sa

Bãi Ngự Bình (tiếng Trung: 永南暗沙, bính âm: Yǒngnán ànshā, Hán Việt: Vĩnh Nam ám sa) là một bãi ngầm thuộc quần đảo Hoàng Sa nằm giữa đá Hải Sâm và đảo Quang Hòa, thuộc nhóm Lưỡi Liềm. Tọa độ địa lý của bãi này là 16°27′30″B 111°39′0″Đ / 16,45833°B 111,65°Đ.